# Bumetopia flavovariegata
Bumetopia flavovariegata är en skalbaggsart. Bumetopia flavovariegata ingår i släktet Bumetopia och familjen långhorningar.

## Underarter
Arten delas in i följande underarter:
- B. f. flavovariegata
- B. f. javanica